# الفصول المفيدة في الواو المزيدة (كتاب)
الفصول المفيدة في الواو المزيدة
- المؤلف : صلاح الدين أبو سعيد خليل بن كيلكلدي بن عبد الله العلائي الدمشقي الشافعي
- الناشر : دار البشير - عمان
- عدد الأجزاء : 1
- الطبعة الأولى 1990
- تحقيق : د. حسن موسى الشاعر[1]